# Skulpturenpfad Waldmenschen

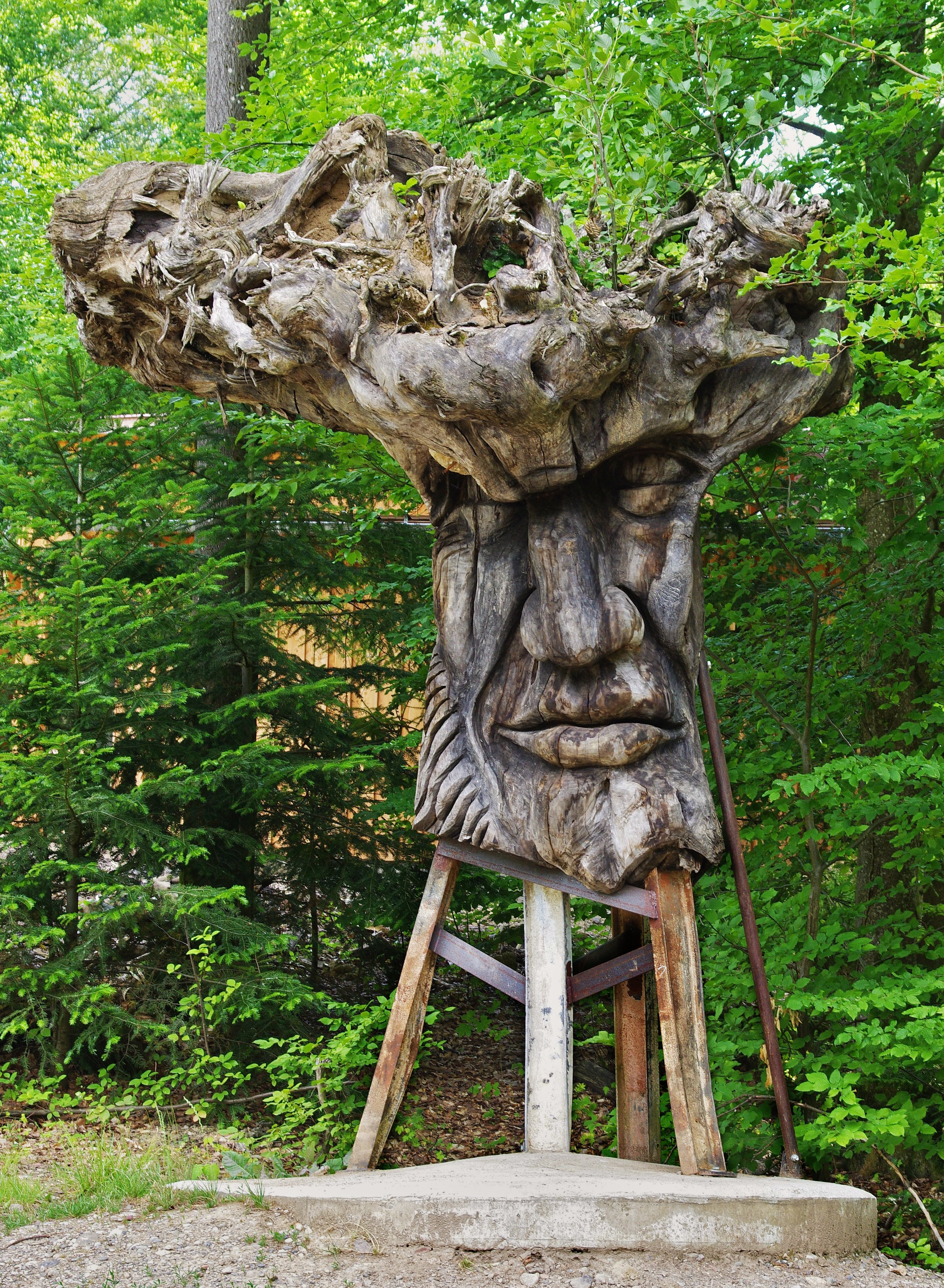
Der Wurzelkopf

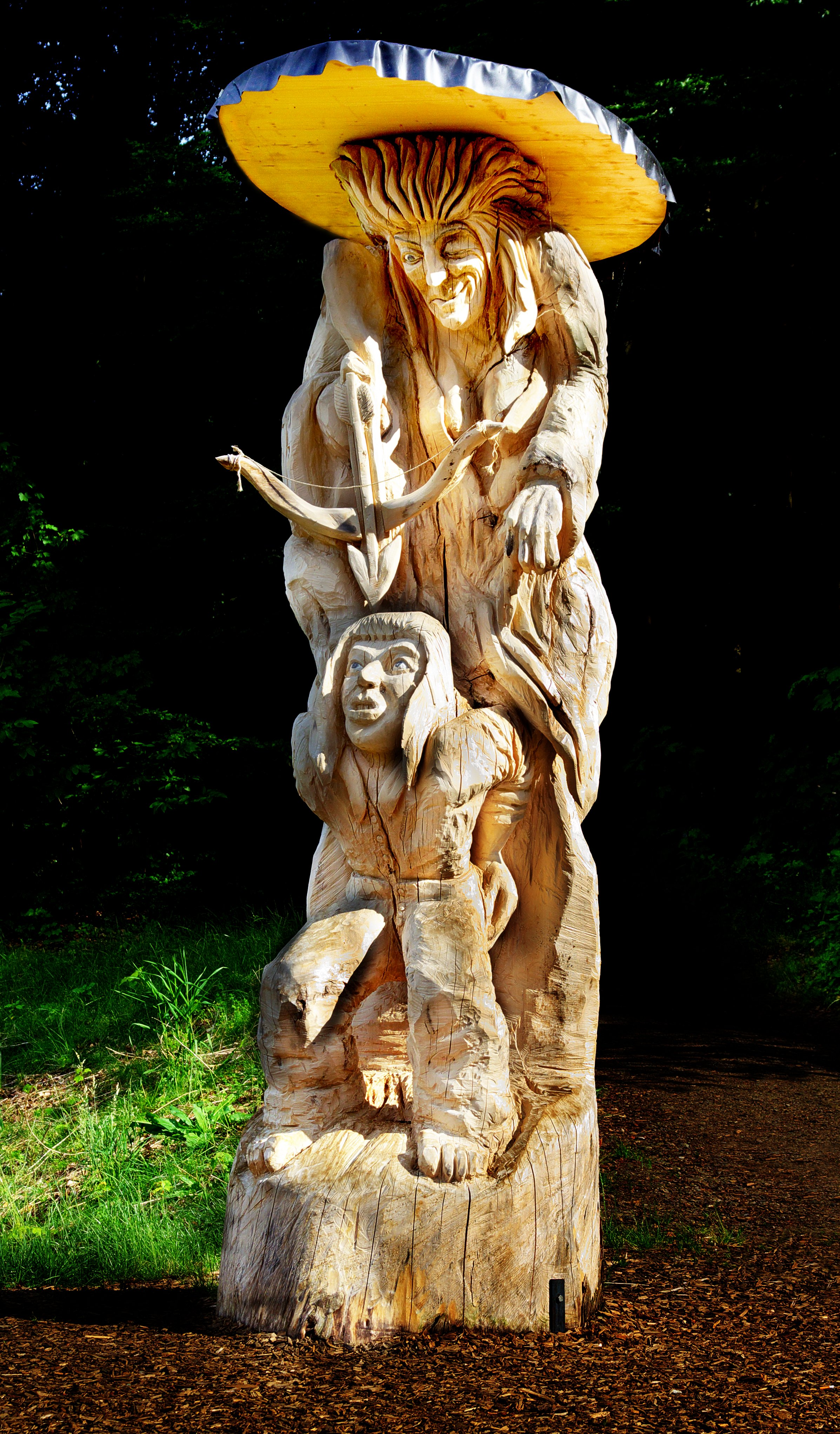
Hexenschuß

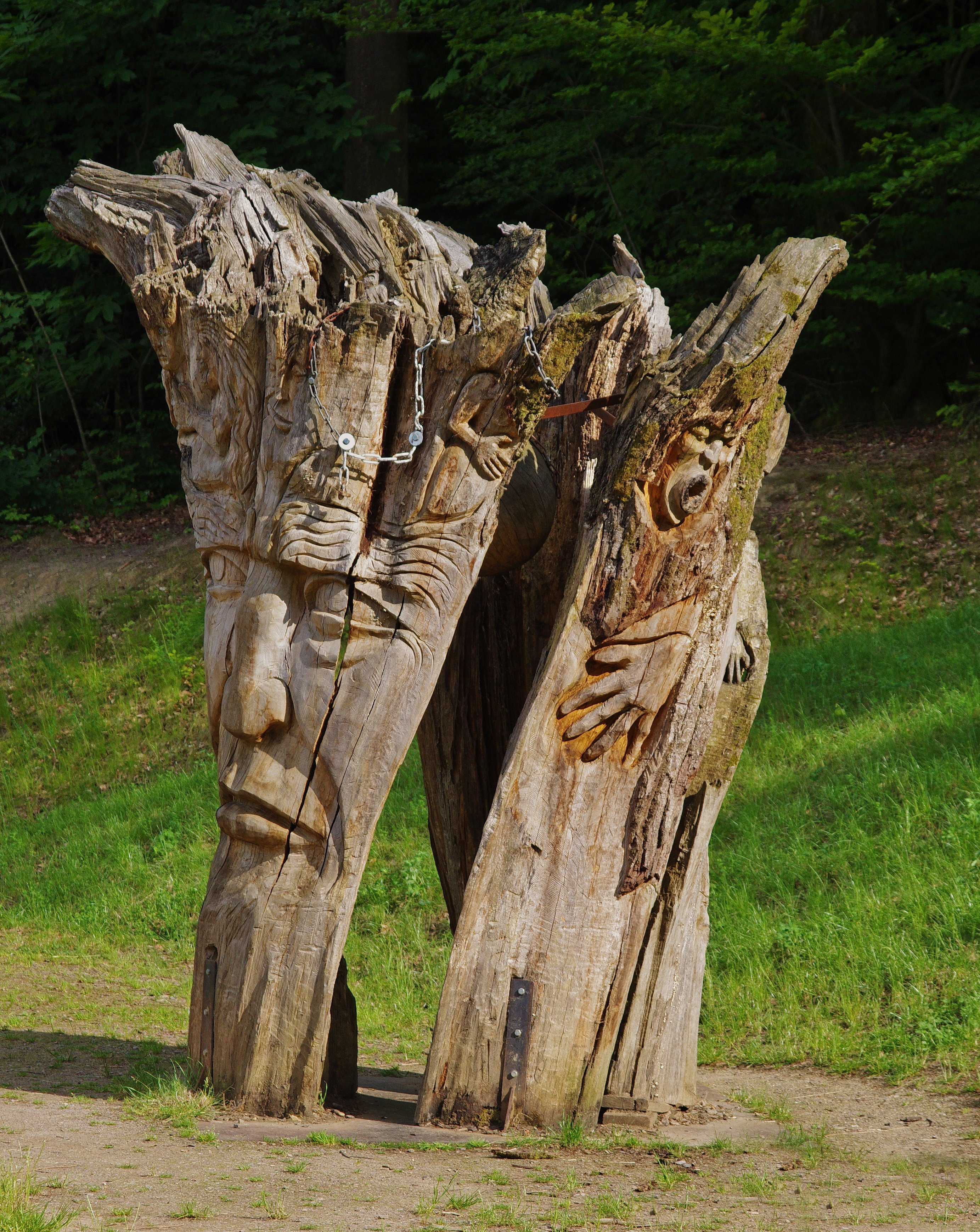
Die Baumwelt

Der Skulpturenpfad Waldmenschen ist eine Installation des Bildhauers Thomas Rees im Arboretum Freiburg beim WaldHaus Freiburg. Er beginnt auf der Freifläche hinter dem Waldhaus und führt von dort in den Wald, die Figuren integrieren sich rechts und links des Weges in den Wald, so dass sie teilweise schwer zu entdecken sind oder völlig überraschend auftauchen, der Pfad endet am Wonnhaldenrundweg. Auf der Freifläche sind die Der Wurzelkopf, Hexenschuß und die Baumwelt aufgestellt.

## Figuren und Figurengruppen
Die Installation besteht aus 18 Figuren und Figurengruppen
- Der Wurzelkopf
- Hexenschuß
- Baumtanz
- Holzkopf
- der Vierte Reiter
- Freiheit
- die Baumwelt
- Drachennest 7 Drachen
- der Jäger
- der schlafende Riese
- Waldgesichter
- der Zauberer
- Schneewittchen
- der Sänger
- Namenlos
- das Einhorn
- Langnasen
- der Weggabler

### Der Wurzelkopf
Dieser ehemalige Wurzelstock steht kopfüber am Eingang zur Freifläche mit den anderen Figuren. Er zeigt ein Gesicht mit einem sehr prägnanten Haarwuchs. Hier sieht am auch wie sich die Skulpturen im Laufe der Zeit nach dem Willen des Künstlers durch die Natur entwickeln. Im Haar des Kopfes wachsen schon wieder neue Pflanzen und Bäume.

### Hexenschuß
Die Skulptur wurde aus einer circa 120 Jahre alten Linde mit einem Durchmesser von 1,15 m und einem Umfang von 3,6 m hergestellt und zeigt, wie eine grinsende Hexe den unter ihr stehenden Mann mit einem Bogen in den Rücken schießt.

### Die Baumwelt
Die Schnitzarbeit wurde aus einer 230 Jahre alten Eiche gefertigt, die oberhalb von Zähringen einem Ortsteil von Freiburg stand. Diese Eiche war als Naturdenkmal eingestuft, stürzte allerdings 2006 ohne äußere Einwirkung um, da der untere Teil hohl und die Wurzeln brüchig waren. Das Material des untersten 4,5 Meter langen Stückes war wirtschaftlich wertlos und sollt abtransportiert werden, dabei zerbrach er in drei Teile. Thomas Rees befestigte die drei Teile mit Abständen zwischen den Teilen kopfüber auf einer Eisenplatte und sicherte sie am oberen Rand mit Stahlseilen, zwischen die drei Stücke hängte er an Ketten eine aus Eiche gefertigte Kugel mit einem Gewicht von circa 100 kg. Diese Skulptur wurde dann ausgestaltet und die von ihm erkennbaren Formen von Fabelwesen wurden innen und außen sichtbar gemacht. Es entstand eine begehbare Skulptur, eine Baumwelt, da die Kugel ein Symbol für Erde ist. Durch den im inneren angebrachten Spiegel kann jeder Besucher für eine Kurze Zeit dieser Baumwelt werden.

### Drachennest

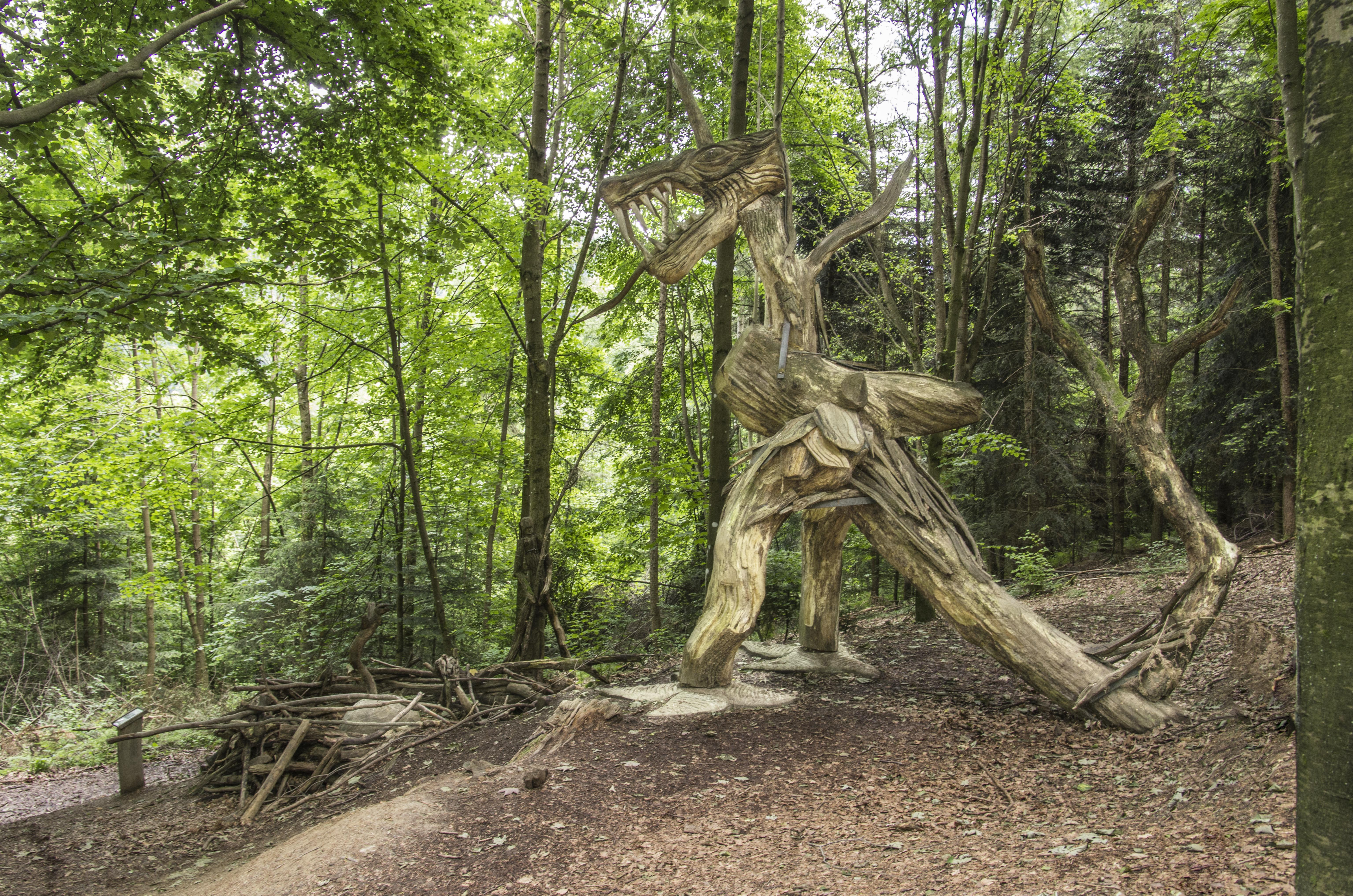
Das Drachennest

Die Figurengruppe wurde 2005 geschaffen und besteht aus einem sieben Meter langen Drachen und dem zugehörigen Nest mit einem Ei. Der Drache ist aus einer circa 200 Jahre alten Eiche gefertigt worden, die an der Straßenbahnhaltestelle Wonnhalde von alleine umgefallen war.